# مرد یخین می‌آید (فیلم ۱۹۷۳)
مرد یخین می‌آید محصول ۱۹۷۳ به کارگردانی جان فرانکن‌هایمر است. فیلمنامه توسط توماس کویین کورتیس براساس کتاب یوجین اونیل به همین نامه نوشته شده‌است. فیلم در جشنواره فیلم کن نمایش داده شد اما به بخش اصلی مسابقه راه نیافت.

این فیلم آخرین فیلم برای رابرت رایان و فردریک مارچ بود. رایان قبل از پخش فیلم درگذشت، و این فیلم اولین فیلمی بود که به خاطر مدت زمان زیاد فیلم بین فیلم دو وقت تنفس داده شد.